# 竹井正樹
竹井正樹（日语：／ Takei Masaki），日本男性原畫家、遊戲設計師、插畫家、動畫師。已婚。

## 來歷
出道之初，竹井正樹作為MADHOUSE所屬的動畫師活躍。在擔任《迷宮物語》和《時空旅人》的動畫工作之後，他加入了川尻善昭的團隊，負責了《妖獸都市》和《羅德斯島戰記》等多部作品的原畫工作。在製作《羅德斯島戰記》期間，他堅信「從現在開始，這個時代將不再是動畫而是遊戲」，在第9卷之後，他決定辭去動畫師的職務，進軍遊戲界。然而，為了回應對自己的技能感到遺憾的結城信輝（《羅德斯島戰記》的人物設定兼總作畫監督）的直接要求，他暫時回歸第13卷（最終卷）並協助原畫的工作。
轉入遊戲產業後，製作了《卒業 ～Graduation～》、《同級生》等熱門作品。同時，他開始專注於同人活動，發起了同人社團，很快就站上了Comic Market的同人圈子行列。在那裡，除了自己作品的原畫集外，他還出版了以山田太郎（化名）（やまだたろう（かめい））名義繪製的成人漫畫。
後來，他創立了有限公司ZEUS，並擔任代表董事社長，以自己的品牌「Yupiteru」製作遊戲。ZEUS被註銷後，他參與了許多Silky's的作品，包括《flutter of birds ～振翅的鳥兒～》。2007年，他作為動畫師回歸。

## 參加作品

### 動畫

#### 動畫師引退前
- 赤腳阿元2（動畫檢查）
- 迷宮物語 工事中止命令（動畫）
- 時空旅人（動畫）
- 甜蜜小天使 (1988年版)（原畫）
- 妖獸都市（原畫、作畫監督補佐）※名義。
- JUNK BOY（日语：JUNK BOY）（原畫）
- 魔界都市〈新宿〉（原畫）
- 銀河英雄傳說 (第1期)（原畫）
- 隨風而逝的記憶（原畫）
- 羅德斯島戰記（原畫）
- YAWARA！（原畫）

#### 動畫師引退後
- 羅德斯島戰記（原畫）
- （人物原案）

#### 動畫師復出後
- 絕望先生（OP原畫）
- ef - a tale of memories.（原畫、ED原畫）
- 超時空要塞F（原畫）
- 向陽素描×365（原畫、OP原畫）
- 只有神知道的世界II（預告插圖）

### 遊戲

#### 一般遊戲
- 卒業 ～Graduation～（人物設定、原畫）
- 誕生 ～Debut～（日语：誕生 〜Debut〜）（人物設定、原畫）

#### 成人遊戲

##### élf
- 同級生（人物設定、原畫）
- 龍騎士4（人物設定、原畫）
- 同級生2（人物設定、原畫）
- 青檸色之戰奇譚（壁紙原畫）
- élf all-stars 脫衣麻雀（日语：エルフオールスターズ脱衣雀）（壁紙原畫）
- élf all-stars 脫衣麻雀2（日语：エルフオールスターズ脱衣雀2）（壁紙原畫）
- élf all-stars 脫衣麻雀3（日语：脱衣雀3）（壁紙原畫）

##### Silky's
- flutter of birds ～振翅的鳥兒～（日语：flutter of birds 〜鳥達の羽ばたき〜）（人物設定、原畫）
- flutter of birds II ～天使們的羽翼～（日语：flutter of birds II 〜天使たちの翼〜）（人物設定、原畫）
- 女系家族（日语：女系家族 (ゲーム)）（人物設定、原畫）
- 愛姊妹 二人的果實（人物設定、原畫）
- 愛姊妹·蕾（人物設定、原畫）

##### Yupiteru
- （特殊原畫）

##### DMM
- 同級生 ～Another World～（原創人物設定）

#### 小說
- （封面原畫、插畫）
- 同級生（封面原畫）
- 龍騎士4（封面原畫、pinup原畫）
- 龍騎士4 亭的大冒險（封面原畫、pinup原畫）
- 龍騎士4 最後的戰鬥（封面原畫、pinup原畫，著：馬里邑玲（日语：馬里邑れい））
- 龍騎士4 小小勇者與夥伴們（插畫）
- 龍騎士4 時間輪迴的終結（封面原畫、插畫）

#### 漫畫
- 再造人卡辛 Sins（日语：キャシャーン Sins）（作畫）